# Grypoctonus hatakeyamae
Grypoctonus hatakeyamae là một loài ruồi trong họ Asilidae. Grypoctonus hatakeyamae được Matsumura miêu tả năm 1916.